# 2816 Pien
2816 Pien је астероид главног астероидног појаса са пречником од приближно 21,91 .
Афел астероида је на удаљености од 3,240 астрономских јединица (АЈ) од Сунца, а перихел на 2,210 АЈ.
Ексцентрицитет орбите износи 0,188, инклинација (нагиб) орбите у односу на раван еклиптике 7,718 степени, а орбитални период износи 1643,761 дана (4,500 године).
Апсолутна магнитуда астероида је 11,70 а геометријски албедо 0,076.
Астероид је откривен 22. септембра 1982. године.